# Яхненко Наталя Миколаївна
Наталія Зибенко-Пирогова (3 вересня 1903, Ковель на Волині — 1995, Сідней, Австралія), відома під псевдонімом Ната́ля Яхне́нко — українська письменниця в діаспорі.

## Біографія
Народилася в родині лікаря Миколи Пирогова (1875- 1961). Навчалася в приватній жіночій гімназії О. Дучинської, закінчила Ольгинську гімназію (м. Київ). Навчалася на природничому відділі Інституту народної освіти (1920–1921). У 1921 р. переїхала до Ковеля. Емігрувала до Чехословаччини, закінчила матуральні курси, потім аграрно-лісовий факультет Української господарської академії (м. Подєбради, 1927). У 1930-х переїхала з чоловіком до м. Львова.
Приятелювала з Марією Бачинською-Донцовою, Оленою Телігою, Наталею Лівицькою. Її сестра Оксана одружилася з молодшим братом Марії Бачинської-Донцової Володимиром Бачинським.
У роки Другої світової війни емігрувала до Німеччини, потім — до Нової Зеландії (1949).

## Творчість
Авторка новел, друкованих у «Віснику», спогадів «Від бюра до Бригідок. Трохи спогадів з 1939–1941 років».
Друкувалася в часописах «Вісник», «Київ» (Філадельфія), «Визвольний шлях» (Лондон), «Пороги» (Буенос-Айрес), альманасі «Новий обрій» та інших.